# Elaine Hammerstein
Elaine Allison Hammerstein (Philadelphia, 16 juni 1897 – Tijuana, 13 augustus 1948) was een Amerikaanse actrice ten tijde van de stomme film.

## Biografie
Elaine Hammerstein werd geboren op 16 juni 1897 in Philadelphia (Pennsylvania) als dochter van Jean Allison Hammerstein en theaterproducent Arthur Hammerstein. Ze was van Duits-Joodse afkomst aan vaderskant. Toen haar vader in 1924 hertrouwde werd ze de stiefdochter van collega-actrice Dorothy Dalton, die slechts een jaar ouder was dan Elaine.
In 1913 maakte ze haar Broadway-debuut in de musical High Jinks. Na school kreeg ze van haar vader een baan in productiewerk. In 1915 stond ze voor de tweede keer op Broadway in The Trap.

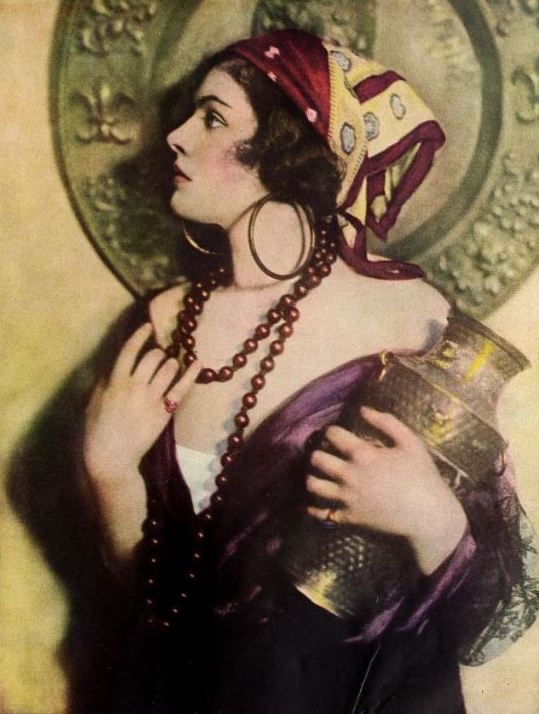
Hammerstein in het tijdschrift Shadowland (september 1919)

Daarna ging Hammerstein de filmwereld in. Van 1915 tot 1926 speelde ze in meer dan 40 stomme films, waaronder The Girl from Nowhere (1921), Reckless Youth (1922), The Drums of Jeopardy (1923), Broadway Gold (1923) en The Midnight Express (1924).
Ze trouwde op 10 juni 1926 met James Walter Kays in Los Angeles. Kays was brandweercommissaris in Los Angeles en was ook financieel directeur van de Democratische Partij van Californië. Na haar huwelijk stopte Hammerstein met acteren. Haar laatste filmoptreden was in het Columbia Pictures-drama Ladies of Leisure (1926).
Hammerstein en haar man overleden samen met nog drie vrienden van het koppel op 13 augustus 1948 in een auto-ongeluk toen ze op de terugweg waren van een reis naar de Mexicaanse grensstad Tijuana.
- Gemeinsame Normdatei: 1286274265
- International Standard Name Identifier: 0000 0000 4025 4700
- Library of Congress Control Number: n89129748
- SNAC: w66z3906
- Virtual International Authority File: 18811116
- WorldCat: E39PBJvhpMdrtykfWvtdbg9dQq